# Гибискус тройчатый
Гибискус тройчатый, или гибискус северный (лат. Hibiscus trionum) — вид растений рода Гибискус (Hibiscus) семейства Мальвовые (Malvaceae).

## Распространение и экология
В природе ареал вида охватывает Средиземноморье, Малую Азию, Иран, Армению, Индию, Китай, Японию, а также Америку, Австралию и всю Африку. Описан из Италии и Африки.
Растёт на пустынных и степных склонах, по берегам рек и озёр, на отмелях. Нередко сорное растение в посевах хлопчатника, сои, кукурузы, джугары, люцерны, риса и других культур.

## Биологическое описание

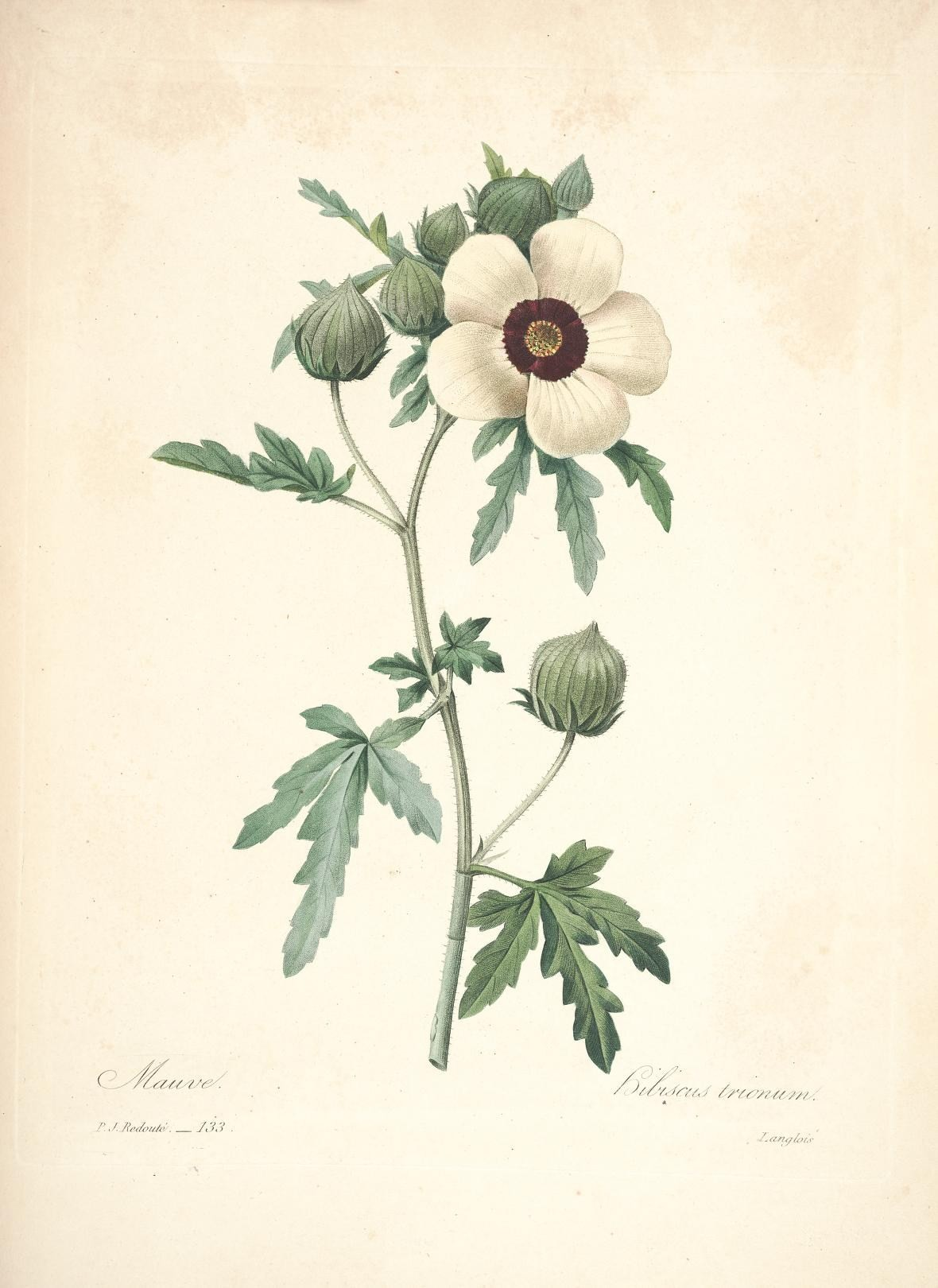

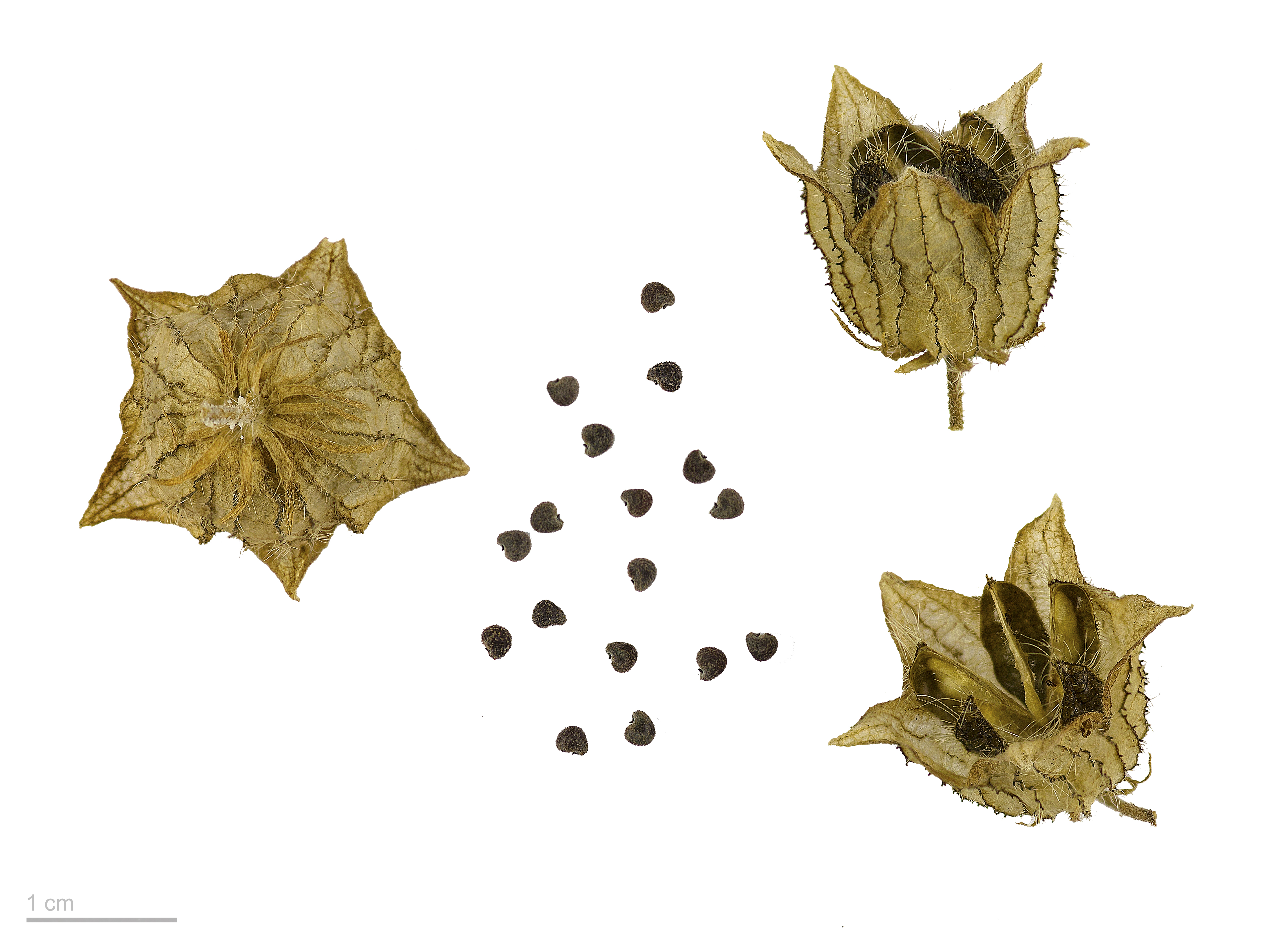
Hibiscus trionum — Тулузский музеум

Однолетнее травянистое растение высотой 5—75 см. Стебель прямой, в узлах угловато изогнутый, покрытый жёсткими волосками, ветвистый; нижние ветви удлинённые, приподнимающиеся или лежачие.
Листья с черешками, равными или почти равными пластинке. У первых листьев пластинка цельная или слабо лопастная, лопатчатая или округло-овальная, у основания закруглённая или слабо сердцевидная. У нижних листьев — трёхлопастная или трёхраздельная, с широкими, направленными вверх долями. У остальных листьев пластинка рассечённая на три продолговатые в очертании, перисто-раздельные или перисто-лопастные доли. Все листья сверху голые или редко-щетинистые, зелёные, снизу бледнее, щетинистые и волосистые. Прилистники шиловидные, длинно-реснитчатые.
Цветки одиночные, располагаются в пазухах листьев. Цветоножки длиннее черешков или почти равные им, густо покрытые жёсткими волосками. Подчашие состоит из 10—13 линейных реснитчатых листочков. Чашечка бледная, колокольчатой формы, с двадцатью волосистыми продольными жилками пурпурового цвета, между жилками голая или со звёздчатыми волосками, при цветках 10—15 мм высотой, при плодах 15—30 мм высотой. Венчик 17—33 мм, бледно-жёлтого цвета, в зеве с большим пурпуровым пятном. Лепестки обратнояйцевидные или продолговато-обратнояйцевидные, в верхней части закруглённые, книзу суженные, снаружи покрытые рассеянными волосками.
Плод короче чашечки, семя 2—3 мм длиной и 1,75—2,5 мм шириной, почковидное или неправильно почковидное, голое, густо покрытое бородавками, красно-бурого, серо-коричневого или даже оливкового цвета.
Цветёт в июне—октябре, плодоносит в июне—ноябре.

## Значение и применение
Из листьев гибискуса производят сироп, имеющий потогонный эффект. Растение содержит около 0,3 % каучукоподобных веществ. В семенах содержится около 20 % жирного масла светло-жёлтого цвета.
Иногда выращивается как декоративное растение.

## Классификация

### Таксономия
Вид Гибискус тройчатый входит в род Гибискус (Hibiscus) трибы Hibisceae подсемейства Malvoideae семейства Мальвовые (Malvaceae) порядка Мальвоцветные (Malvales).
|  |                                      |  |                                                             |                                                             |                     |  | ещё 10 семейств (согласно Системе APG II) | ещё 10 семейств (согласно Системе APG II)   |                                             |  |  |  | ещё 3 трибы (согласно Системе APG II) | ещё 3 трибы (согласно Системе APG II) |  |  |  |  | ещё более 200 видов | ещё более 200 видов |
|  |                                      |  |                                                             |                                                             |                     |  | ещё 10 семейств (согласно Системе APG II) | ещё 10 семейств (согласно Системе APG II)   |                                             |  |  |  | ещё 3 трибы (согласно Системе APG II) | ещё 3 трибы (согласно Системе APG II) |  |  |  |  | ещё более 200 видов | ещё более 200 видов |
|  |                                      |  |                                                             | порядок Мальвоцветные                                       |                     |  |                                           |                                             | подсемейство Malvoideae                     |  |  |  |                                       | род Гибискус                          |  |  |  |  |                     |                     |
|  |                                      |  |                                                             | порядок Мальвоцветные                                       |                     |  |                                           |                                             | подсемейство Malvoideae                     |  |  |  |                                       | род Гибискус                          |  |  |  |  |                     |                     |
|  | отдел Цветковые, или Покрытосеменные |  |                                                             |                                                             | семейство Мальвовые |  |                                           |                                             | триба Hibisceae                             |  |  |  | вид Гибискус тройчатый                |                                       |  |  |  |  |                     |                     |
|  | отдел Цветковые, или Покрытосеменные |  |                                                             |                                                             |                     |  |                                           |                                             |                                             |  |  |  |                                       |                                       |  |  |  |  |                     |                     |
|  |                                      |  | ещё 44 порядка цветковых растений (согласно Системе APG II) | ещё 44 порядка цветковых растений (согласно Системе APG II) |                     |  |                                           | ещё 8 подсемейств (согласно Системе APG II) | ещё 8 подсемейств (согласно Системе APG II) |  |  |  | ещё 26 родов                          | ещё 26 родов                          |  |  |  |  |                     |                     |
|  |                                      |  |                                                             | ещё 44 порядка цветковых растений (согласно Системе APG II) |                     |  |                                           |                                             | ещё 8 подсемейств (согласно Системе APG II) |  |  |  |                                       | ещё 26 родов                          |  |  |  |  |                     |                     |